# Molophilus porrectus
Molophilus porrectus är en tvåvingeart som beskrevs av Alexander 1925. Molophilus porrectus ingår i släktet Molophilus och familjen småharkrankar. Inga underarter finns listade i Catalogue of Life.